# Astropecten platyacanthus
Astropecten platyacanthus (Philippi, 1837) è una stella marina della famiglia Astropectinidae.

## Habitat e distribuzione
Endemica del Mar Mediterraneo, vive su tutti i fondali mobili (sabbiosi, fangosi o ghiaiosi) da 1 a 60 m circa di profondità anche se si incontra con maggiore frequenza nei fondali misti di sabbia grossa e fango.

## Descrizione

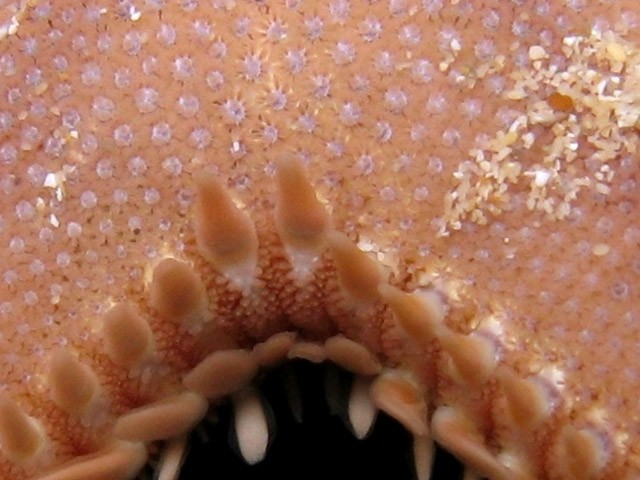
Dettaglio delle placche marginali dorsali coperte lateralmente di squame e piccoli aculei

Ha le placche marginali dorsali abbastanza strette e alte ricoperte lateralmente da squame e piccoli aculei. Nella loro sommità hanno un solo forte aculeo, di norma appuntito ma di forma irregolare, un po' appiattito lateralmente, il più delle volte di colore giallognolo o arancio e più di rado biancastro. Talvolta, specialmente nei soggetti più giovani, solo le placche marginali dorsali comprese fra le braccia portano un aculeo mentre le altre ne sono prive. L'aculeo è (più o meno) scostato dal bordo interno e lascia sulla sommità della placca, alla base interna degli aculei, una piccola zona nuda di colore bianco o bluastro. Il numero massimo di placche marginali dorsali osservate per questa specie è 48 anche se di norma è compreso tra 29 e 43 a seconda della taglia della stella. Le placche marginali ventrali hanno degli aculei lunghi, piatti, pettinati con apice abbastanza appuntito. È una stella con caratteristiche molto variabili e può avere braccia larghe o strette. Il lato aborale presenta una colorazione molto variabile e può essere bruno più o meno scuro, verde oliva, rosa-bruno, grigio-bluastro. Raggiunge normalmente un diametro di 10–15 cm ma eccezionalmente può misurarne fino a 17. È l'Astropecten mediterranea più difficile da identificare sia per la variabilità della specie, sia per la somiglianza con alcune delle altre specie.

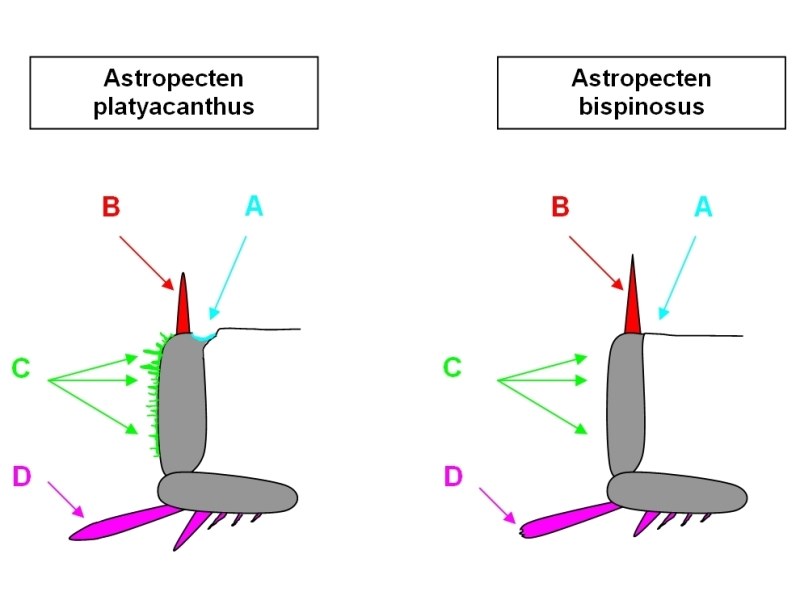
Astropecten bispinosus vs. Astropecten platyacanthus

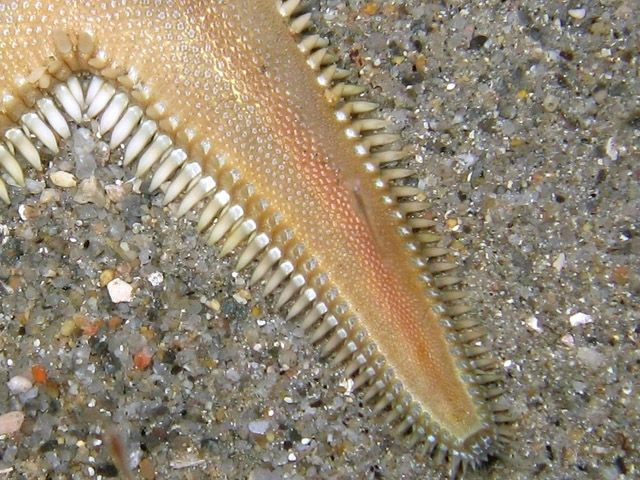
Esemplare di 17 cm con circa 35 placche sul braccio

A = Astropecten platyacanthus si distingue da Astropecten bispinosus per avere un aculeo scostato dal bordo interno della placca e lascia sulla sommità della placca, sulla base interna degli aculei, una piccola zona nuda in genere di colore chiaro o bluastro.
B = Astropecten platyacanthus ha un aculeo delle placche marginali dorsali più piccolo, talvolta poco appuntito e un po' appiattito lateralmente mentre in Astropecten bispinosus è molto regolare, appuntito e conico.
C = Astropecten platyacanthus si distingue per avere le placche marginali dorsali ricoperte lateralmente di squame e piccoli aculei mentre in Astropecten bispinosus queste placche sono lateralmente nude.
D = Gli aculei delle placche marginali ventrali nelle due specie sono molto simili, ci sarebbero delle piccole differenze ma spesso non sono molto evidenti. In A. bispinosus questi aculei sono un po' meno appuntiti.

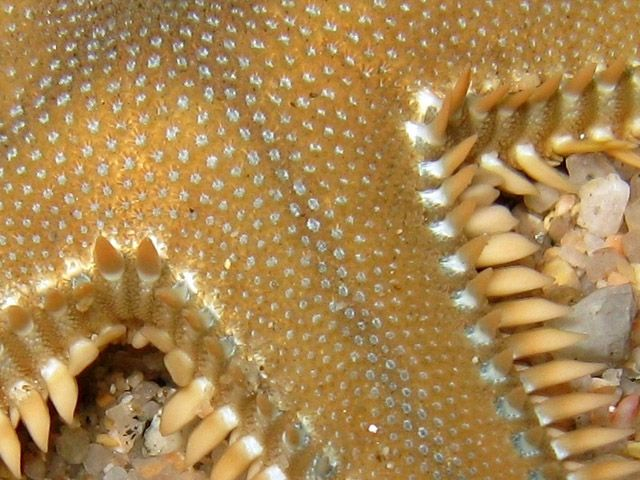
Placche marginali dorsali con alculeo scostato dal lato interno

Si distingue da Astropecten bispinosus principalmente per avere l'aculeo delle placche marginali dorsali scostato dal bordo interno che lascia sulla sommità della placca una piccola zona nuda di colore blu-viola oppure bianco. Si differenzia poi per avere le placche marginali dorsali coperte lateralmente di squame e piccoli aculei (invece che nude), per portare un aculeo un po' più piccolo di forma irregolare e un po' appiattito lateralmente (invece che lungo e conico) e per avere mediamente meno placche marginali dorsali per ogni braccio. Dovrebbe essere d'aiuto, nella distinzione delle due specie, il fatto che, a contrario di Astropecten bispinosus, questa specie di norma non ha i due aculei delle placche marginali dorsali compresi fra le braccia molto più lunghi degli altri ma può essere fuorviante perché anche Astropecten platyacanthus può presentare questa caratteristica in maniera meno accentuata (inoltre il fatto che negli esemplari giovani di Astropecten platyacanthus solo le placche marginali dorsali comprese fra le braccia portano un aculeo può indurre in errore). Altre differenze tra le due specie si possono rilevare nel fatto che mediamente Astropecten platyacanthus ha un disco centrale più grande rispetto ad Astropecten bispinosus, il lato orale è più scuro e l'estremità delle braccia più arrotondato con un minuscolo puntino rosso acceso all'estremità (che in Astropecten bispinosus è visibile solo in esemplari piccoli pochi cm).
Astropecten platyacanthus differisce invece da Astropecten spinulosus per avere delle placche marginali dorsali molto differenti: più alte, definite, di colore diverso dall'aculeo e che portano aculei molto più grandi e forti. Secondariamente anche l'aspetto generale della stella ed il colore di norma sono diversi, essendo Astropecten spinulosus piuttosto esile e caratterizzata sempre da colori molto scuri riconducibili al marrone. Si può inoltre distinguere facilmente da Astropecten spinulosus dalla dimensione, quando il soggetto raggiunge o supera i 10 cm di diametro (in quanto Astropecten spinulosus non raggiunge i 10 cm di diametro).
Gli esemplari giovani di Astropecten platyacanthus talvolta si possono confondere con Astropecten jonstoni quanto ad aspetto generale e colore, ma si distinguono sempre facilmente se si osservano le placche marginali e i loro aculei.

## Comportamento
Pur essendo una specie attiva prevalentemente di sera, è possibile incontrarla a qualsiasi ora del giorno e della notte.

## Specie affini
Nel Mediterraneo vivono altre cinque specie di Astropecten: Astropecten aranciacus, Astropecten irregularis, Astropecten bispinosus, Astropecten spinulosus, Astropecten jonstoni.

## Collegamenti esterni

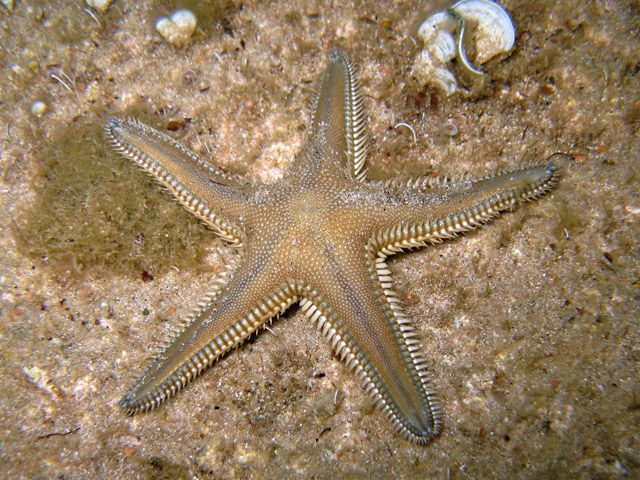
Esemplare di colore bruno scuro

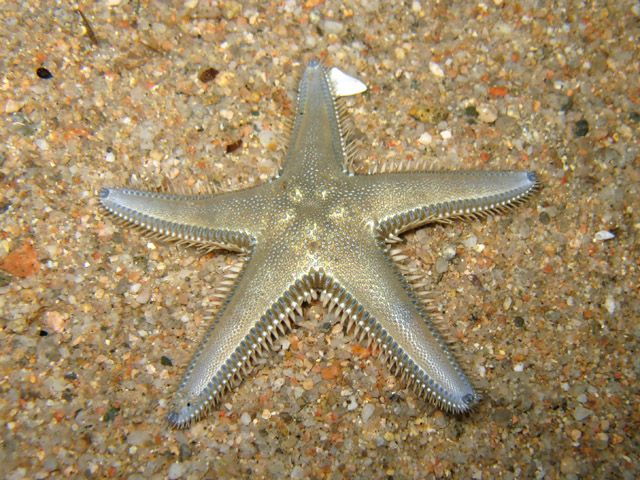
Esemplare di colore grigio-bluastro